# 山口県信用農業協同組合連合会
山口県信用農業協同組合連合会（やまぐちけんしんようのうぎょうきょうどうくみあいれんごうかい）は、山口県山口市に本所を置く、山口県内の農業協同組合の信用事業を統括する県域農協系金融機関であり、県内農業協同組合を会員とする。

## 概要
通称は「JA山口信連」。統一金融機関コードは3035。主に法人顧客を中心としており、個人取引は殆どない。連合会傘下の信用事業の総称として「JAバンク山口」の呼称を用いている。
山口県は2019年に県単一農協の山口県農業協同組合となったが、信連の統合は行われなかった。このケースは香川県（JA香川県・JA香川信連）に次いで2例目である。
美祢市の指定金融機関である。

## 沿革
- 1948年 - 農業協同組合法の制定に伴い「山口県信用農業協同組合連合会」を設立。
  - 実質的な前身は商業組合法に基づき設立された「保証責任山口県信用組合聯合会」（1915年設立、現在の山口県信用組合とは無関係）。

## 店舗所在地
- 本所（010）- 山口県山口市小郡下郷2139 山口県農協会館内
- 美祢市役所内支所（011）- 山口県美祢市大嶺町東分326-1
- 県庁内支所（050）- 山口県山口市滝町1-1 山口県庁内

## CM
- 山口放送やテレビ山口では長年テーマソング「チョッキンサンバ」に乗せてかつてはダンスが、地元の子どもたちが頑張る姿を放映している。出演者はJAが募集をしている。